# 阿拉巴馬底鱂
阿拉巴馬底鱂，為輻鰭魚綱鯉齒目鯉齒亞目底鱂科的其中一種，為溫帶淡水魚，分布於美國喬治亞州及阿拉巴馬州間的德拉普薩河流域，體長可達12公分，棲息在水淺、岩石底質的溪流洄水處，生活習性不明。

## 擴展閱讀
維基物種上的相關：阿拉巴馬底鱂